# Сагал, Борис Львович
Бори́с Льво́вич Сага́л (18 октября 1923, Екатеринослав, СССР — 22 мая 1981, Орегон, США) — американский режиссёр кино и телевидения. Родной брат советского актёра Даниила Сагала, отец актрисы Кэти Сагал.

## Биография
Родился в Советском Союзе, в городе Екатеринославе. В детском возрасте был вывезен родителями в США. Учился в Школе драматического искусства Йельского университета (Yale School of Drama). Старший брат Бориса — Даниил Сагал, оставшийся в России, стал актёром, принимал участие в съёмках картины «Детство Горького».
Получил широкую известность за фильм «Человек Омега». В течение длительного времени был режиссёром телепрограмм в Голливуде. Среди ТВ проектов — The Twilight Zone, «T.H.E. Cat», Alfred Hitchcock Presents, телесериал «Коломбо», Peter Gunn, and The Man from U.N.C.L.E. Он также был режиссёром телеверсии пьесы Percy MacKaye’s «The Scarecrow», для канала «PBS». Борис Сагал был номинирован на премию Эмми за режиссуру мини-сериала «Rich Man, Poor Man» и, посмертно, «Masada».
Его сын Джо Сагал и дочери-близнецы Лиз Сагал и Джин Сагал — актёры. Также его дочерью является Кэти Сагал, получившая известность по роли в сериале «Женаты… с детьми». Вторым браком (1977) был женат на актрисе Мардж Чэмпион.
Погиб в 1981 году на съёмках телесериала «Третья Мировая война»: выйдя из вертолёта, на котором вернулся со съёмок в гостиницу на курорте Маунт-Худ, случайно попал под лопасти хвостового винта.

## Фильмография
- 1961 — The Crimebusters
- 1963 — Dime with a Halo
- 1963 — Twilight of Honor
- 1964 — Guns of Diablo
- 1965 — Девушка счастлива
- 1966 — Made in Paris
- 1968 — The Helicopter Spies
- 1969 — Mosquito Squadron
- 1969 — The Thousand Plane Raid
- 1970 — Hauser’s Memory
- 1971 — Человек Омега
- 1974 — A Case of Rape
- 1976 — Шерлок Холмс в Нью-Йорке
- 1978 — Angela
- 1980 — Masada
- 1980 — The Diary of Anne Frank, по мотивам дневников Анны Франк
- 1981— When the Circus Came to Town